# Джон Сіммонс Барт
Джон Сіммонс Барт (англ. John Simmons Barth; нар. 27 травня 1930, Кембридж, штат Мериленд) — видатний письменник американського постмодернізму, чия популярність досягла піку у 1960–1970 роках на хвилі революційних настроїв, студентських протестів, різного виду визвольних рухів. Представник так званого «неонового покоління», або покоління 30-х pp., а також школи «чорного гумору», разом з такими яскравими її представниками як В. Барроуз, Т. Пінчон, Дж. П. Донліві, Д. Бартелмі та ін. Лауреат Національної книжкової премії (1972). Для розвитку американського красного письменства значення творчих новацій Джона Барта залишається незмінним, його експериментальна збірка «Загублений у кімнаті сміху» (1968) та триптих «Химера» (1972) входять до університетських програм і детально вивчаються.

## Життя
Джон Сіммонс Барт народився 27 травня 1930 у маленькому містечку Кембридж штату Меріленд. У родині було троє дітей: старший брат Білл і сестра-близнюк Джона Барта — Джилл. Після закінчення школи вступає у престижне Джуліардське музичне училище у Нью-Йорку, навчання у якому зробило свій внесок у письменницькій кар'єрі Джона Барта. Музиканта з нього не вийшло, але, як каже сам письменник, потяг до аранжування він переніс на літературу і втілив як романіст. «На краще чи на гірше, — пояснював Барт потім в одному з інтерв'ю, — моя кар'єра романіста склалася як аранжувальника. Моїй уяві найкомфортніше в старих літературних умовах: чи то в епістолярному романі, чи у класичному міфі є, так би мовити, мелодія, яку я переоркестровую для власної мети». У тому самому інтерв'ю він зізнався, що читати почав пізно — скажімо, твенівського «Гека Фінна» прочитав уперше десь у 25 років. А улюбленими вчителями вважає Шехерезаду, Гомера, Вергілія, Дж. Боккаччо, санскрит, народні оповідки. Найбільше його приваблюють, як він каже, «води оповіді» («waters of narrative»). Після закінчення музичного училища Джон Барт переходить до університету Джона Гопкінса, де ретельно вивчає англійську мову. Після закінчення університету Джон Барт займається викладацькою діяльністю, студіює літературу в Пенсильванському університеті.
Мабуть, народження під сузір'ям Близнюків зумовило мотив двійництва у багатьох творах письменника. Про сестру-близнючку він згадує в автобіографічному есе «Декілька причин, чому я розповідаю історії так, як я їх розповідаю, аніж інші історії, написані по-іншому» (1982), хоча в офіційних джерелах, присвячених Джону Барту, відомостей про неї немає (місцевий мешканець — приблизний ровесник Барта — також не міг пригадати ніякої сестри). Можливо, це навіть одна з містифікацій, створених письменником. У будь-якому разі історія з близнючкою і мотив двійництва настільки невіддільні одне від одного, що втрачається межа між дійсним і уявним, між реальним і фікційним, між життям та мистецтвом. Це стає знаком Бартового письма поряд з іншими. Такими, як, наприклад, присутній у більшості творів топос води — в океані, в затоці, — вічно мінливої, що запліднює уяву, наповнює прибережне повітря запахом солі і постійно стимулює до нових подорожей і відкриттів, тому пригоди з багатьма героями Джона Барта відбуваються на воді або біля води, і це, мабуть, зумовлено дитинством, проведеним у містечку, оточеному солоною стихією.
Навчання у школі музики Джуліарда в Нью-Йорку також зробило свій внесок до письменницької кар'єри Джона Барта, і досить вагомий. Уставленим барабанщиком він не став, але отримав дуже цінний досвід джазової імпровізації та аранжування, необхідний для формування постмодерного палімпсеста. Винайдення креативного у старих текстах визначило ще одну особливість бартівського письма: «Глибоко всередині я залишаюся аранжувальником, чиє найбільше літературне задоволення полягає у тому, щоб знайти прийнятну мелодію — стару наративну поему, класичний міф, заяложену літературну умовність, частину мого досвіду, серію літературних оглядів у „Нью-Йорк Таймс“ — і, імпровізуючи подібно до джазмена в її межах, переоркеструвати цю мелодію для моїх теперішніх цілей».
Батьки Джона Барта не належали до інтелігенції, свої літературні знання він почав отримувати лише в університеті, і то не завжди усвідомлено і дещо безсистемно. Втрата «літературної невинності» відбулася завдяки вибору факультету журналістики (що, як гадав юнак, мав якесь відношення до ведення особистого журналу) з його програмою з письма і роботі в університетській бібліотеці, що спияло відкриттю «Океану Історій», Рабле, розповідей Шехерезади. Остання стала для Джона Барта взірцем оповідача, з нею поєднується проблема автора, обговорювана у багатьох текстах письменника, вона перетворюється на персонаж його історій. Або це він, Джон Барт, стає сучасною Шехерезадою, для якої розповідати історії — означає жити. Розказування (та його засоби) не лише є важливим елементом бартівської поетики, воно перебуває у смисловому центрі кожної з 16 книг автора.

## Творчість
Довга літературна кар'єра Джона Барта надає можливість простежити розвиток деяких аспектів постмодернізму від його зародження, тем, які хвилювали письменника, засобів реалізації цих тем. Разом із загальноприйнятим визнанням Дж. Барта як метра постмодернізму існують також інші визначення. Так, у підручнику зарубіжної літератури XX століття під редакцією Л. Г. Андреєва творчість письменника розглядається переважно в рамках напрямку «чорного гумору», тоді, як цей термін правомірний тільки для ранньої творчості Дж. Барта (романи «Плавуча опера», «Кінець шляху»). Стосовно наступних творів письменника («Продавець дурману», «Козеня Джайлс», «Загублений в кімнаті сміху», «Химера», «Листи» доречно вживати поняття металітератури. У пізній творчості виникає текстуальний кіберпростір, на сюжетному рівні переважають теми повсякденної сучасності («Академічна відпустка», «Тайдуотерські історії. Роман», «Жили-були: деяка плавуча опера», «Оповідання триває. Оповідання»), які відтворюються за допомогою вже існуючих і нових прийомів оркестровки, визначаючи, таким чином, якісно новий варіант постмодернізму. Проте, хоч би які визначення для творів Дж. Барта були знайдені, головними їх рисами завжди є експериментаторство над формами письма і пародіювання, а також художнє розв'язання проблеми співвідношення тексту і дійсності, можливостей літератури та її ролі в сучасному суспільстві, присутності авторської особистості в оповіданні.
До моменту завершення першого етапу творчості (кінець 60-х — початок 70-х) Барт знаходить статус культового автора інтелектуальної еліти. Свідченням цього є, насамперед, факт визнання Барта «університетом»: до середини 70-х творчість письменника стає одним з найпопулярніших «сюжетів» наукового життя США, до нього звертаються не лише рядові книжкові оглядачі або відомі вузькому колу представники університетського середовища, але і такі авторитетні письменники і критики, як Л. Фідлер, І. Хассан, Р. Костелянець, Т. Таннер, Р. Пойріер, В. Бергонці, М. Бредбері, Дж. Гарднер, Дж. Хеллер, А. Кейзін, Ф. Карл, В. Набоков, Р. Сакенік, Дж. Олдрідж.
У цілому до 1976 року на базі творів Барта було написано 342 наукові роботи (статті в академічних збірниках і словниках, глави в підручниках і антологіях, огляди, книги і дисертації), на його книги опубліковано 216 рецензій, а про їх автора — 72 біографічних нариси, що побачили світ як на сторінках літературних журналів та університетських газет, так і в масовій пресі. До того ж, Барт стає улюбленим героєм молодих дослідників: за 10 років (з 1966 по 1976-й) було створено 66 магістерських та докторських дисертацій, у яких творчість письменника розглядалася як монографічно, так і поряд з творами інших авторів.

### Два перших романи
З «чорних гумористів» Дж. Барт одним з перших вийшов на авансцену, дебютувавши 1956 р. романом «Плавуча опера» («The Floating Opera»). І вже цією книжкою, за влучним висловом О. Зверева, «увів у кадр абсурд», зробивши його «живою, безпосередньою, повсякденною реальністю». Тут на повну силу зазвучав бартівський «нігілізм» — абсурдним зображено все, і вижити людина може, лише визнавши цей абсурд. Дж. Клінковітц констатує відчутну наближеність творів першого періоду до французьких екзистенціалістів (А. Мальро, А. Камю) з точки зору «визнання абсолютного нігілізму». Барт, стверджує дослідник, «наростив м'язи на їхніх інтелектуальних проблемах». Це спостереження особливо точне стосовно другого бартівського роману «Кінець шляху» («The End of the Road», 1958). Необхідно також констатувати, що в цьому романі тема протистояння людини і системи стає однією з чільних, апробується на різних рівнях. І хоча внаслідок такого протистояння в «лабораторних» умовах романного досвіду відбувається трагічна смерть «піддослідної» жінки, що свідчить про невирішеність контрадикції, симпатії автора, безумовно, віддано тому, хто втілює ідею індивідуальності, яка шукає своє «я» («певною мірою, я є Якобом Хорнером», — проголошує герой у першій фразі роману).
В інтерв'ю з Дж. Бедламі Барт розповідав, що два його перші романи були реалістичними, позбавленими відкритої умовності, це виявилось стримуючим моментом у роботі над третім. І тоді він винайшов те, що пізніше назвав «комічним романом». «Я, — каже Барт, — чесно думав, що винайшов цей жанр». У письменника було кілька стимулюючих мотивів. Один із них — передати «густий хаос реальності», у якому він жив. Інший — реанімувати роман як жанр, який активно прирікали на смерть тодішні «новороманісти». «Французькі романісти, — писав Барт (1972), — відкидають сюжет і характер. Але ж сюжет у романі те ж саме, що мелодія в музиці, він необхідний. І якими б переконливими не були аргументи теоретиків, котрі проголошують смерть індивідуума в часи часової культури, кожен із нас продовжує вважати себе індивідуальністю. А тому в романі необхідний характер, герой, персонаж». У полеміці як до джерела новацій Барт звертається до XVII–XVIII ст., доби становлення роману, до його авантюрного пікарескного різновиду. Там письменник знаходить іронічність авторської позиції і здатність жанру до пародії та самопародії. Всі ці якості він використовує як жанротворчі у власній праці і досягає значних успіхів: його романи 50—60-х років — захопливі, легкочитні, розважальні. «Якщо ви романіст с розвиненим темпераментом, — жартує Барт, — то все, чого ви потребуєте, — це знову винайти світ. Бог виявився не дуже поганим романістом, за винятком хіба що того, що він був реалістом». Наміром письменника було «форсувати фарс, форсувати пародію такою мірою, щоб написане набуло драматичних вимірів». Саме для цього йому був необхідний іронічний авторський погляд, суцільна іронія оповідача.
Перші два романи Джона Барта вважаються досить традиційними і не позначені такою високою долею експерименту, як його наступні твори, та буття у слові через артикуляцію життєвого досвіду стає ідино можливим, рятівним модусом життя героїв — авторів — оповідачів. Тодд Ендрю, протагоніст першого роману, ровесник століття, приміряє на себе маски (через які втілюється його ставлення до реальності) невинного юнака, святого, циніка, але нарешті долає внутрішню невдоволеність і відчуття трагізму у масці наївного автора, який. Як організатор масового шоу, лише прикидається недосвідченим простаком, а при цьому дуже спритно маніпулює реакціями глядача/читача. Джейкоб Хорнер, протагоніст другого роману, досить невдало проходить лікування від тотальної само невизначеності, породженою екзистенційною свободою вибору, захворівши на космопсис (хвороба космічного бачення, нездатність вибрати один напрямок руху серед безлічі рівноцінних). Прописана йому схема життя як викладача прескриптивної граматики в коледжі не допомагає, до того ж призводить до трагічної загибелі жінки. Натомість метод лікування скриптотерапією тобто само записуванням, створення словесної версії самого себе стає засобом набуття значень і забезпечує можливість існування.

### Комічна епопея «Продавець дурману»
«Продавець дурману» («The Sot-Weed Factor») дослідники називають комічною епопеєю, змодельованою з різних пікаресок. Він вийшов друком у 1960-му і стилізований під розлогу поему XVIII ст. «Продавець дурману, або Подорож до Меріленда», — сатира, в якій описано закони, уряд, суди, конституцію країни; а також будівлі, свята, веселощі і розваги, і гумор п'яниць — мешканців Америки, в бурлескних віршах Ебенейзера Кука, джентльмена. Видрукувана у Лондоні в 1706 p. E. Кук розповідає про англійця, котрий прибув до Америки як до раю, бажаючи працювати на тютюновій плантації, а потрапляє до безчесних п'яниць-колонізаторів. Його грабують, він тяжко хворіє, його цькують собаками. Зрештою він полишає Америку геть зламаною людиною.
Барт згадує, що плантації батька Е. Кука були неподалік від його рідної місцевості. І дізнавшись про існування такого поета, він почав збирати про нього матеріал, маючи на меті написати книгу. «…Переглядаючи антигероя Кука з „нігілістської перспективи… я задумав екстравагантний роман: такий, у якому було б реоркестровано велику кількість мелодій двадцятого сторіччя в стилі вісімнадцятого“. І Барт перелічує такі проблеми: трагічна точка зору невинності; комічність досвіду; Новий Світ проти Старого Світу; проблеми національної та персональної ідентичності». Стиль його схожий на Філдінгів, моделлю для перелицьовування письменнику послужив «Том Джонс». Утім, у процесі написання наміри автора дещо змінилися: Кук, герой роману, з наївного невдахи перетворився на письменника.
У 2013 р. голівудський режисер Стівен Содерберг сказав, що збирається знімати міні-серіал. В його основі буде один з найвидатніших романів постмодернізму — «Продавець дурману» Джона Барта. «Продавця дурману» Содерберг мріяв екранізувати багато років. А над міні-серіалом почав думати з 2010-го. Нині ж точно знає — створить 12 епізодів, кожен з них триватиме годину. Цей текст традиційно входить до списків «Постмодернізм. Вибране». Приміром, літературні критики Times Лев Гроссман та Річард Лакайо включили «Продавця дурману» у свій рейтинг «100 найкращих англомовних творів, виданих з 1923 по 2005». Хоча, не без ложки дьогтю. У 60-му The New York Times обізвав роман «настільки довжелезним, що читати усе це, ймовірно, настільки ж важко, як і писати». Режисер сказав, що не збирається витрачати на екранізацію неймовірну кількість грошей. Серіал буде дешевим, але смішним.

### «Козеня Джайлс»

«Козеня Джайлс»

В одному зі своїх інтерв'ю Барт говорив про те, що після «Продавця дурману» йому "хотілось написати те, що можна означити як новий «Старий Заповіт», комічний Старий Заповіт. «Гадаю, що власне таким твором, „грайливою Біблією“, стане мій новий роман „Козеня Джайлс“(«Giles Goat-Boy», 1966)». Щоб написати роман про незвичайного молодика, людський витвір комп'ютерних технологій, вирощений на зразковій козячій фермі, Дж. Барт студіював історичні документи, в тому числі і з історії літератури. '«Це занурення, — свідчив письменник, — разом із висловлюваннями деяких критиків про те, що мій роман став переоркестровкою стародавнього міфу про героя-шукача, змусило мене придивитись до цього міфу пильніше… Герою 33 1/3 років, він має пройти крізь двопланову територію уявних форм і губчастих категорій… нарешті він має досягти Принцеси, свого Еліксиру; осягнути, привласнити знання з цього темного несвідомого безіменного центру, глибини речей». Роман насичено пригодами, фізичними, фактичними, психологічними; витівкою, грою, фантазією; в ньому органічно сплітається комічне і трагічне — автор вважав, що в образі героя перехрещуються містика, трагедія і комедія. Потім Барт згадував, що намагався йти від просто смішного до нескінченних варіантів фарсу, аби ще вільніше поводитися з героями і подіями, нарешті, створити абсурд.
І. Хассан вважав роман «Козеня Джайлс» "прикметним для літератури свого часу, оскільки був переконаний, що посилення уваги до міфів, архетиповості мислення покликані надати літературі нових життєвих сил у відстоюванні індивідуальності за часів омасовлення.
Роман «Козеня Джайлз» у 1968 році був визнаний бестселером і спровокував поширення особливої субкультури, одним з проявів якої стало «Товариство святкування Бартоманії». Для членства в Товаристві треба було дотримуватися трьох «простих» вимог — прочитати хоча б перші п'ять книг Барта (саме стільки було написано на момент створення Товариства), «вміти випивати і голосно сміятися» і платити членські внески у розмірі 10 доларів. Головними символом товариства став «Шановний Об'єкт» поклоніння — тобто сам Джон Барт, і свого роду «тотем» — баклажан, овоч, який входив до складу «чудотворної змісти» для підвищення сексуальної потенції (роман «Продавець дурману»). Члени Товариства щомісячно зустрічалися в одному і тому ж ресторані і завсідникам були більш знані як «група баклажана», яка винаходить різні жарти і розіграші відвідувачів, яка вміє добре повеселитися. Посада керівника Товариства присвоювалась тому члену, хто мав найбільш нестандартні навички — наприклад, один з керівників написав «відповідний текст» і здійснив паломництво до «священного» місця народження Барта. Керівник легко впізнаваного по «барвистим регаліям», імітують окремі предмети одягу членів французької Академії. У його обов'язки входило написання звітів про щомісячні збори та пересилання їх «Шановному Об'єкту», а також збір нової інформації про Барта і організація зустрічей з ним.

### Збірка новел «Загублений у кімнаті сміху»
Збірка новел «Загублений у кімнаті сміху: література для друку, магнітофонного запису та живого голосу» (англ. «Lost in the Funhouse: Fiction for Print, Tape, Live Voice (stories)») з центральним оповіданням під тією ж назвою з'явилася в 1967 р.
У фокусі цієї експериментальної збірки перебуває процес становлення митця, набуття автором власного голосу і наслідування стародавньої традиції усної розповіді за допомогою сучасних технологій. Отже, у збірці постає образ автора як професійного знавця історій і як персонажа водночас.
Це своєрідний маленький епізод із життя звичайної родини: поїздка до такого близького у Новій Англії океанського узбережжя, щоб відсвяткувати 4 липня разом із найближчим родичем і сусідською дівчинкою, дати дітям можливість відвідати кімнату сміху. Щодо кімнати сміху з її викривленими дзеркалами як певної постмодерністської моделі світу, то вона набуває статусу канонічної метафори. Але справді незвичайною робить новелу текст наратора, у якому нероз'ємно існують підліток, безпосередній учасник поїздки, і письменник, яким став з часом цей підліток. Тема становлення свідомості „невинного Адама“, традиційна для літератури США, сформульована в її суто національному варіанті як момент формування підлітка, набуває у Барта відчутної трансформації, а не тільки додаткових обертонів. У бартівську творчість входить один з її центральних персонажів — Амброз Менш (Безсмертна Людина), художник, творець текстів („блокований автор“, за термінологією наративістики). „Я певен, — писав Барт, — що ідеальний письменник-постмодерніст не копіює і не відкидає своїх батьків з двадцятого століття і своїх дідів з дев'ятнадцятого“.

### Триптих „Химера“
Триптих „Химера“(«Chimera» (three linked novellas)»,1972) — це книга, яка складається з трьох повістей. У ній спостерігається варіювання стародавніх міфів (про Шахерезаду, Персея і Беллерофонта), де автор звертається до першооснов, до самих витоків мислення. Весело шаржуючи стародавній міф, Барт не лише переспівує всім відомі історії, не тільки проводить паралелі сучасного життя із героїчними часами творення космосу з хаосу, шукає в міфі першообраз, а й трактує міф як плинну нескінченну реальність. «Химера» — конструкція відкрито експериментальна, де сильна авантюрна частина поєднується із рефлексією, а ще — з таємничим, казковим, незвичайним. Сам Барт пояснював, що «Дуньязадіада»(історія Шахерезади, розказана її молодшою сестрою) — це переоркестровка однієї з його найулюбленіших історій — обрамлення «Тисячі і однієї ночі». «Пізніше, в процесі мого подальшого письменницького навчання, — зазначав Барт, — я став розглядати цю історію як своєрідну метафору щодо ситуації художника-наратора».
Дж. Барт наводить цілу низку причин, які допомагають розкрити метафору: «1. Шахерезада має втратити цноту, перш ніж почне практикувати своє мистецтво. Так само відбувалося і з Ебенезером Куком; так буває і з більшістю з нас. 2. Її публіка — цар — водночас її найвищий критик, аж до приречення на смерть. 3. І немає значення, скільки разів вона втішала царя перед тим; її талант завжди на видноті. Так і має бути — певною мірою — з нами усіма. 4. Проте це страшне ставлення водночас і плідне; за тисячу і одну ніч Шахерезада не тільки розповіла йому всі ці історії, а й народила трьох дітей. Багато можна було б сказати про таку паралельну продуктивність. 5. Яка, однак, переривається — переривається якнайменше виробництво історій — як тільки цар надає їй статус законного шлюбу». Тобто, Барт наполягає на паралелізмі — і обстоює його, спираючись на весь комплекс естетичних засад — між оповіддю, творенням тексту і сексуальними стосунками, а точніше — життєтворенням. А оскільки стародавню міфічну ситуацію поширено через уведення Джина на всі часи, виведено фактично як метафізичну, — вічну, праміфічну, архетипову", то й креативність розповсюджується як метафізична категорія на «всіх», «завжди», «всюди». При цьому визначальними елементами твору (як і в попередніх романах цього автора) залишаються фрагментарність, антиісторизм, а провідними художніми засобами — бурлеск, травестія, пародія, гіпербола, іронія.
Образ Шехерезади максимально наближений Бартом до реальності сучасного читача: найкраща студентка на Кампусі, вивчає можливості політології, психології та фольклору у пошуках засобів порятунку незайманих дівчат королівства. Проте. Лишаючись у своєму часопросторі, Шехерезада, за Бартом, як архетип оповідача стає з'єднувальною ланкою між всіма часами, всіма просторами і літературами. Промовлена нею фраза «ключ до скарбу є самим скарбом» транспортує до оповідачки Джина в окулярах та джинсах, який має дуже велику схожість з самим Джоном Бартом, і, очевидно, є автором другої половини XX ст., котрий перебуває у стані «письменницького блокування». Разом Джин і Шеррі знаходять порятунок у слові — він переказує їй казки з «Тисячі і однієї ночі», що лежать у нього на столі, вона розповідає їх Шахіяру, завдяки чому протягом трьох років уникає смертного вердикту. А потім Джин своєю чергою віднаходить джерело натхнення саме у спілкуванні з Шехерезадою і описує всю цю історію у своїй новій книжці. При цьому втрачається розуміння витоків літератури, послідовності існування текстів, стосунків між традицією та її наступниками — всі тексти існують одночасно у момент читання і взаєминами коханців.

### Роман «Остання подорож Якогось Моряка»
Роман «Остання подорож Якогось Моряка» («The Last Voyage of Somebody the Sailor», 1991) дослідники вважають певною синтезуючою конструкцією, в якій узагальнюються попередні тексти. Це оповідь про одночасні, але різнопросторові (гетеротопічні, за визначенням М. Фуко) подорожі незвичайного героя — моряка Сімона Вільяма Бехлера, який, потрапивши дивним шляхом на Середній Схід в часи середньовіччя, перетворюється на Бей ель-Лура… Аналізуючи цей роман, М. Коваль доходить висновку, що в ньому «повністю зреалізувалася бартова концепція „повторного наповнення“ літератури, створена на основі використання ігрового чинника. Гра визначає надзавдання роману: передати ідею неперервності культурного досвіду, його багатогранності та тяжіння сучасної культури до інтеграції». Варто додати, що з цим надзавданням безпосередньо пов'язано й ідею людської особистості як творця власного життя-подорожі тексту, зітканого з неперервного культурного простору, а не лише сформованого соціальним моментом, як це було в реалізмі, або трагічно-жертовного через свою повну невідповідність цьому моменту, як це було в модернізмі.
Історія має подвійну розповідну рамку: спочатку читач знайомиться з пацієнтом психіатричної лікарні, ймовірно Симоном Вільямом Бехлером, колишнім письменником, котрий, вочевидь, після якоїсь катастрофи втратив пам'ять про свою ідентичність, але не здатність розказувати історії. Його самоідентифікація відбувається лише у наступній розповіді — в новій версії історії Шехерезади, що своєю чергою утворює другу рамку роману. Ця добре знайома оповідачка вже давно припинила розказувати історії, оскільки втратила багатьох близьких — своїх слухачів. Лише сум і скорбота залишилися старій жінці, яка ніяк не може дочекатися смерті. Аж нарешті Руйнівник Насолод відвідує і її, але за послугу висуває умову: він потребує нової історії. Ця ситуація для Шехерезади прямо протилежна первісній — розповідь тепер виступає запорукою не життя, а смерті, у будь-якому разі оповідь уможливлює здійснення бажань, якими б вони не були.
І от знову разом два автори розповідають. Кожний вводить свою реальність в історію Якогось Моряка, котрий потрапляє до дому Синдбада і починає змагатися з ним у розказуванні. Той, хто у східному світі виконує роль Моряка, у своєму був 50-річним письменником Бехлером, який вирушив разом з коханою жінкою Джулією Мур у подорож арабським світом, щоб віднайти себе і подолати власну творчу виснаженість. Під час корабельної аварії він втрачає ту. Котра надихає його на подорож та зв'язує з сучасністю, лише для того, щоб опритомніти у середньовіччі і мати іншу музу — дочку Синдбада — Мореплавця Ясмін, завдяки якій віднаходить своє одвічне захоплення розказуванням у «реальності» «Тисячі й однієї ночі». Врешті-решт Ясмін стає його провідницею до Серендиба, що є знаком повернення від часопростору тотальної оповіді до сучасної автореальності. Шехерезада, Джулія, Ясмін, сестра-близнючка, тобто жіночі образи роману, — усі вони іпостасі самої Оповіді, яка приваблює автора, манить до інших світів.

## Проблема перспективи розвитку літератури в електронних ЗМІ за Джоном Бартом
Джон Барт як класик сучасної американської прози намагається привернути читача до актуальної в наш час проблеми — перспективи розвитку літератури в електронних ЗМІ. Саме цьому присвячений один з останніх романів популярного постмодерніста «Виходить у світ!!!» («Coming Soon!!!: A Narrative», 2001). Карколомний текст, де зустрічаються обличчя до обличчя «друкована література» або «д — література» («print fiction», «p- fiction») з «електронною літературою» або «е — літературою» («electronic fiction», «e — fiction»).
Битва між "д — " та «е — літературою» символічно втілена у творче змагання «видатного письменника» (Novelist Emeritus), який підозріло нагадує самого Барта, і «автора-початківця» (Novelist Aspirant), який нещодавно закінчив університет і є фанатом електронних ЗМІ.
У своєму романі Дж. Барт переконує, що зменшення тих, хто полюбляє читати, втрата серйозного літературного впливу й провідної ролі у культурному житті суспільства — ще не привід оголошувати про її «смерть». Тільки переосмисливши традиційні форми особистого існування література може протистояти «всесвітньому потопу» інформації з популярних електронних ЗМІ. Це повною мірою стосується того, чим письменник займався протягом стількох років своєї діяльності.

## Проблема автора у творчості Джона Барта
Аналіз творів Дж. Барта дозволяє стверджувати, що центром його художньої концепції є образ автора. Він полемічно заявляє свою присутність і як організатора та керівника оповіді, і як персонажа, учасника діалогу, на якого спрямоване самопромовляння персонажів, і як посередника між історією та світом читацького сприйняття. Він той, хто тримає всі важелі оповіді, не дозволяючи їй розпастися на окремі фрагменти.
В основі різних форм авторської присутності у Дж. Барта — багатовекторний діалог, спрямований на відкриття безмежного та позачасового простору існування літератури, а також на співвідношення двох начал — чоловічого та жіночого, автора та читача, автора та наратора, світу дійсності та світу уяви. Автор у Дж. Барта завжди зберігає функцію творця, але він поліваріантний, не зводиться до єдиної фігури, яка спостерігає ззовні за ходом дії. Автор є тим, хто проживає життя і веде оповідь у єдиному акті життєтворчості, життя-оповіді.
Творчість Дж. Барта в контексті американського постмодернізму становить багатий матеріал для дослідження естетичних пошуків літератури другої половини XX століття. Джон Барт виступив як письменник, який активно реагував на сучасні теоретичні концепції, чия відповідь на проблемні питання доби відзначалася естетичною полемічністю. Складність і поліваріативність художнього світу Дж. Барта, його прагнення до оновлення через дослідження та переосмислення вже створеного — традиційних жанрів, наративних моделей — постали незаперечним доказом проти виснаженості літературних форм, проти панівної тенденції художнього «усунення» автора, і продовжують демонструвати креативні можливості літератури.

### Переклади українською
- Баришник дур-зіллям. пер. М. Нестелєєв та В. Осика. К., Темпора, 2022. 1024 с.
- Загублений у кімнаті сміху. пер. М. Нестелєєв. К., Темпора, 2023. 228 с.